# Laevicardium
Bucardes
Genre
Laevicardium est un genre de mollusques bivalves.

## Liste des espèces (appelées bucardes)
Selon World Register of Marine Species (1 juin 2016) :
- Laevicardium brasilianum (Lamarck, 1819)
- Laevicardium castaneum Vidal, 2005
- Laevicardium clarionense (Hertlein & Strong, 1947)
- Laevicardium crassum (Gmelin, 1791)
- Laevicardium elatum (G. B. Sowerby I, 1833)
- Laevicardium lobulatum (Deshayes, 1855)
- Laevicardium mortoni (Conrad, 1830)
- Laevicardium oblongum (Gmelin, 1791)
- Laevicardium pictum (Ravenel, 1861)
- Laevicardium pristis (Bory de Saint-Vincent, 1827)
- Laevicardium serratum (Linnaeus, 1758)
- Laevicardium substriatum (Conrad, 1837)
- Laevicardium sybariticum (Dall, 1886)

Selon ITIS (30 nov. 2020) :
- Laevicardium crassum
- Laevicardium elatum (G. B. Sowerby I, 1833)
- Laevicardium laevigatum (Linnaeus, 1758)
- Laevicardium mortoni (Conrad, 1830)
- Laevicardium pictum (Ravenel, 1861)
- Laevicardium substriatum (Conrad, 1837)
- Laevicardium sybariticum (Dall, 1886)